# 人头屋
人头屋（法语：Maison des Têtes）是法国阿尔萨斯上莱茵省省会科尔马的一座历史建筑，位于科尔马市中心人头街（Rue des Têtes）19号。这是科尔马最著名的建筑之一。

## 历史
房主是商人安东·伯格（Anton Burger），出生于1579年，1602年开设公司，1612年担任市议员，1626-1628年担任科尔马市长。这座房子建于1609年， ，他拆除他父亲的房子，在原址上重建了这座“人头屋”。反宗教改革中，他逃离科尔马，定居在巴塞尔，直到去世。1698年，安东的继承人将人头屋出售。后被葡萄酒交易所收购。1898年成为餐厅和聚会场所。100年后，Carmen 和 Marc Rohfritsch 修复了三分之二的建筑物，这些建筑物已经破旧不堪，大约四十年来一直无人居住。2015年，Marilyn 和 Éric Girardin 开设了一家美食餐厅，并于2017年2月在著名的米其林指南中获得一星。
自1898年12月6日起，该建筑的立面被列为法国历史遗迹。

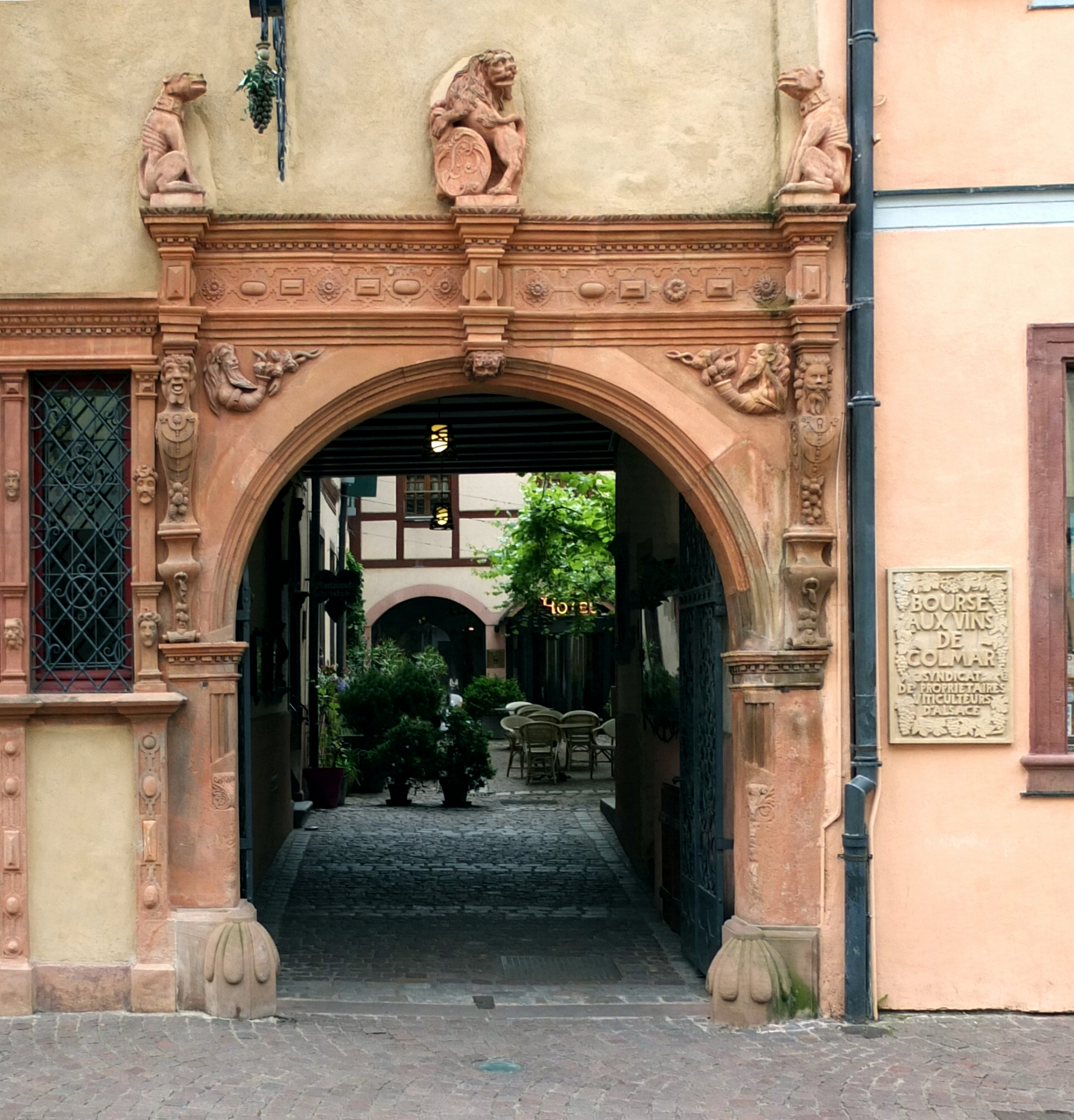
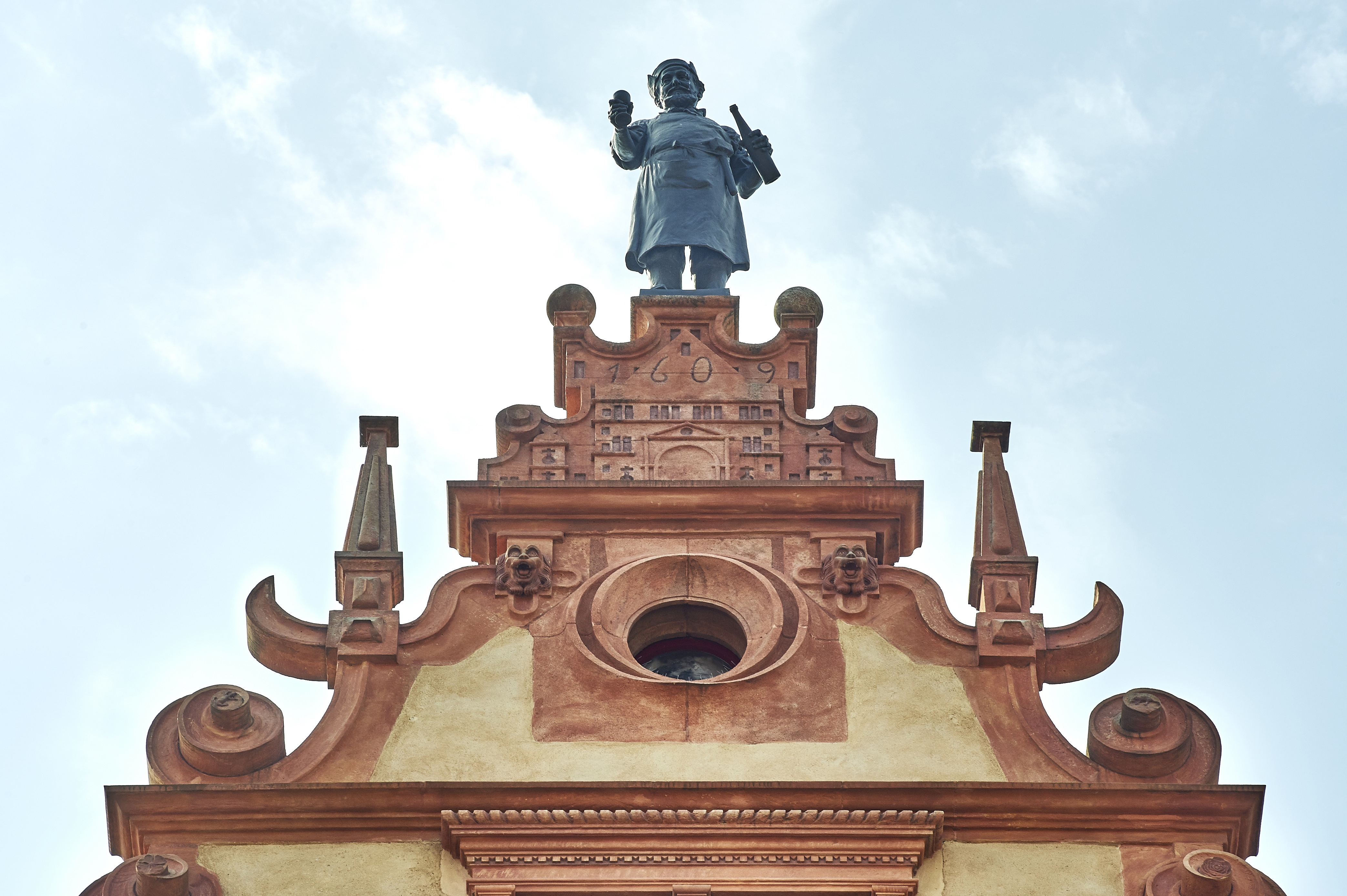

## 建筑
该建筑为文艺复兴建筑风格，建筑师为汉斯·伯格（Hans Burger）。这座建筑的名字来源于装饰凸窗和窗户竖框的 106 个小人头。

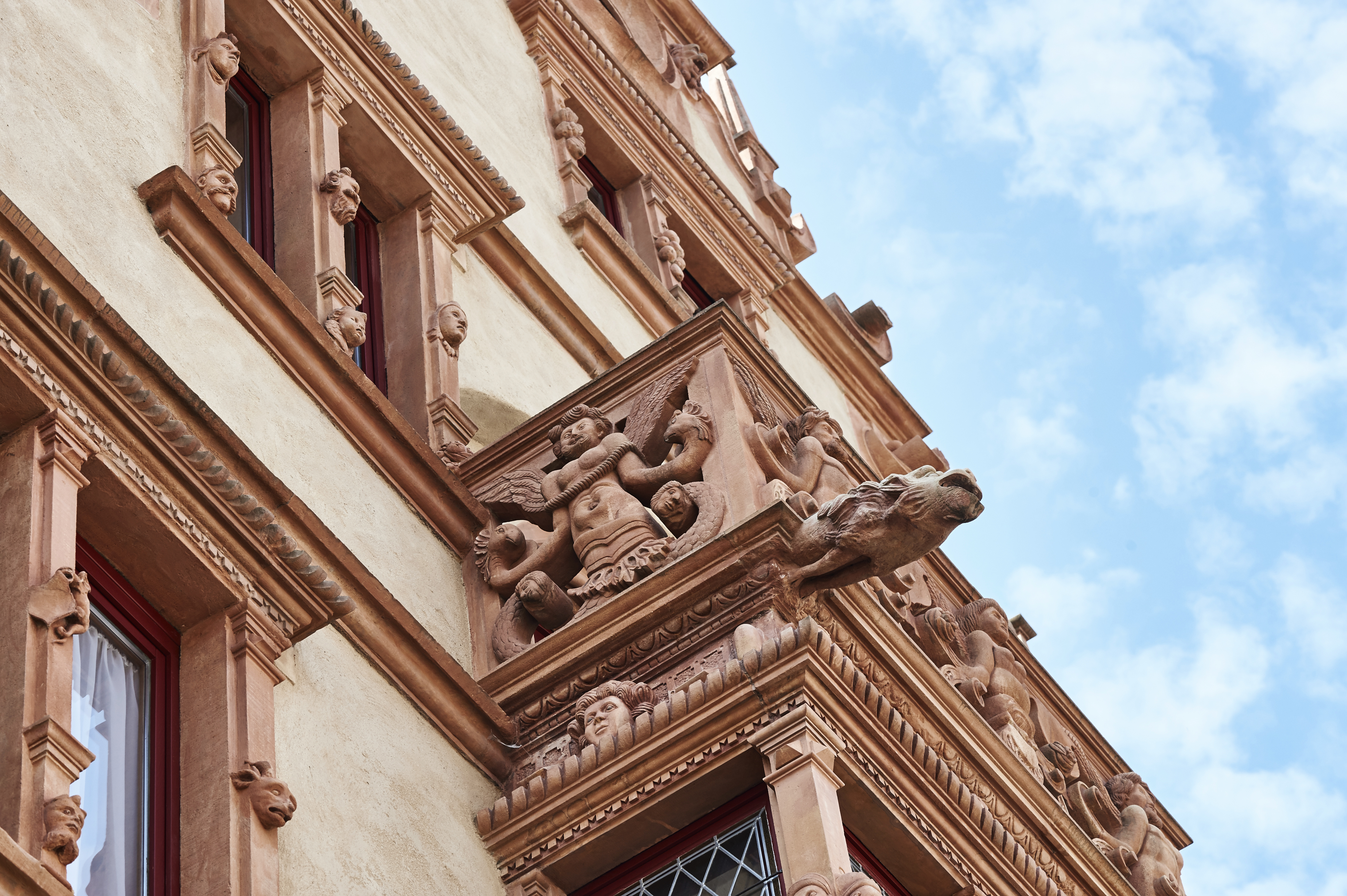
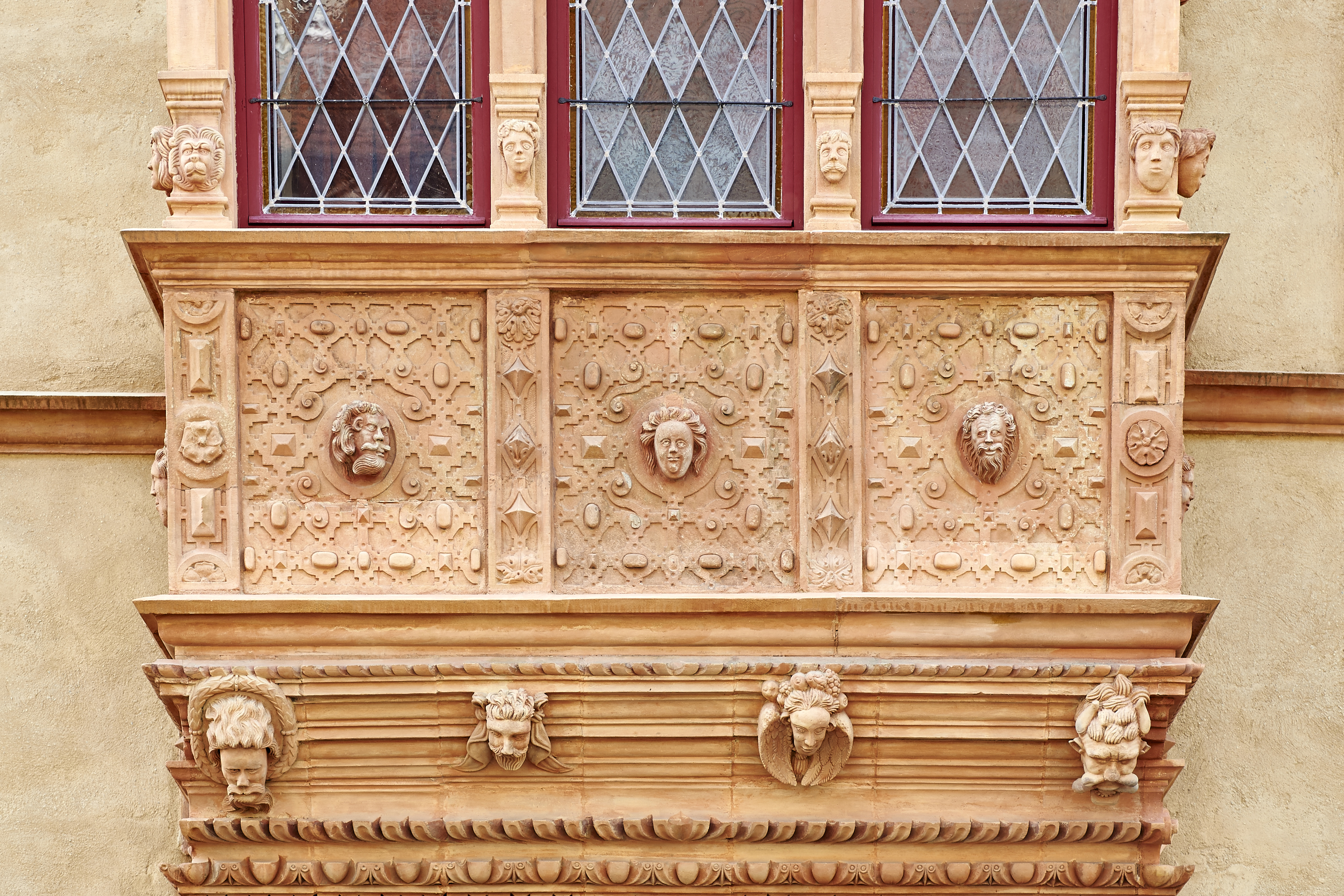